# José Antonio Terry (hijo)
José Antonio Terry (Buenos Aires, 17 de marzo de 1878-Buenos Aires, 20 de abril de 1954) fue un pintor argentino del siglo XX. Sus obras reflejan paisajes típicos de la provincia de Jujuy. Sordo de nacimiento, promovió la creación de instituciones de ayuda a las personas con esta discapacidad, así como también fue un promotor de la educación para sordos. Fue uno de los primeros pintores argentinos en lograr que sus obras fuesen exhibidas en Europa.

## Biografía
José Antonio Terry nació siendo sordo en Buenos Aires el 17 de marzo de 1878, en el seno de una familia con importante influencia política de origen francés. Su padre fue José A. Terry, un reconocido político, que se desempeñó como Ministro de Hacienda durante la presidencia de distintos presidentes de la generación del 80, y su madre Leonor Quirno Costa, su prima. José es el mayor de tres hermanos, tuvo otras dos hermanas también sordas Leonor y Sotera, nacidas en Buenos Aires en 1880 y en Nápoles en 1882 respectivamente. Sus hermanas también se dedicaron a la pintura.
Comenzó sus primeros estudios de pintura en la Asociación Estímulo de Bellas Artes guiado por Reinaldo Giudici, Ángel della Valle y Ernesto de la Cárcova. Ingresó a la Academia Nacional de Bellas Artes de Chile en 1902, siendo su tuvo como maestro a Pedro Lira.
En 1904, a la edad de 26 años, Terry viaja a París para estudiar pintura y permanece allí siete años. Su maestro en aquella institución fue Léon Bonnat en la Escuela Nacional de Bellas Artes. En aquella ciudad toma contacto con otros sordos y aprende lengua de señas francesa. Terry fue el primer pintor argentino en lograr exponer su obra en museos de Europa.
De acuerdo con Bernard Mottez, Terry comenzó a asistir con frecuencia a los banquetes organizados en París en homenaje a Charles-Michel de l'Épée. A su regreso a la Argentina en 1911, Terry funda la «Asociación de Sordos de Ayuda Mutua» en 1912, con la intención de realizar obras filantrópicas para la comunidad sorda, y de la cual se desempeña como su presidente hasta 1942.
Terry falleció el 20 de abril de 1954 y ya tenía intenciones de crear un museo con su obra, en Tilcara en su antigua casa y taller, donde vivió entre 1911 y 1936. En aquella ciudad tuvo una intensa vida social, donde no solamente instaló su estudio para retratar paisajes locales de Jujuy, donde además promovió la creación de un club de fútbol al que le fue impuesto su nombre. Originalmente el museo difundió que la creación del Museo Regional de Pintura José A. Terry había sucedido tras la muerte de Terry a través de un decreto-ley del presidente de facto Pedro Eugenio Aramburu. Sin embargo, posteriormente una investigación reveló que el museo fue creado a través de la ley nacional 13.491 en 1948 a iniciativa de Juan Domingo Perón, decisión refrendada en 1952. Su apertura definitiva se dio en el año 1966.

## Vida privada
José se casó con Amalia Felisa Amoedo Vilaró Quirno, quien a su muerte creó la Fundación José Antonio Terry y Amalia Felisa Amoedo Vilaró Quirno de Terry, con la intención de realizar acciones de mecenazgo para artistas jujeños y becas a estudiantes tilcareños.

## Obras reconocidas
- La enana Chepa con su cántaro (1927, exhibido en el Centro Pompidou)[9]
- Hacia la chichería (1928, exhibido en el Museo de Bellas Artes de Buenos Aires)[10]
- En Semana Santa (1936)[11]